# Іскар
Іскар (ісп. Íscar) — муніципалітет в Іспанії, у складі автономної спільноти Кастилія-і-Леон, у провінції Вальядолід. Населення — 6876 осіб (2010).
Муніципалітет розташований на відстані близько 130 км на північний захід від Мадрида, 36 км на південний схід від Вальядоліда.

## Демографія
Динаміка населення (INE ):